# Sommer-Universiade 1989/Leichtathletik
Bei der Sommer-Universiade 1989 wurden 42 Wettkämpfe in der Leichtathletik ausgetragen.

## Bilanz

### Medaillenspiegel
| Platz  | Land               | Gold | Silber | Bronze | Gesamt |
| ------ | ------------------ | ---- | ------ | ------ | ------ |
| 1      | Vereinigte Staaten | 8    | 7      | 6      | 21     |
| 2      | Sowjetunion        | 7    | 8      | 8      | 23     |
| 3      | Kuba               | 6    | 5      | 3      | 14     |
| 4      | Rumänien           | 4    | 2      | –      | 6      |
| 5      | Kenia              | 3    | 2      | 1      | 6      |
| 6      | Italien            | 3    | –      | 1      | 4      |
| 7      | China              | 2    | –      | 2      | 4      |
| 8      | BR Deutschland     | 1    | 5      | 5      | 11     |
| 9      | Frankreich         | 1    | 1      | 2      | 4      |
| 10     | DDR                | 1    | 1      | 1      | 3      |
| 11     | Brasilien          | 1    | 1      | –      | 2      |
| 11     | Großbritannien     | 1    | 1      | –      | 2      |
| 13     | Finnland           | 1    | –      | 3      | 4      |
| 14     | Ungarn             | 1    | –      | 1      | 2      |
| 15     | Jamaika            | 1    | –      | –      | 1      |
| 15     | Norwegen           | 1    | –      | –      | 1      |
| 17     | Niederlande        | –    | 2      | 1      | 3      |
| 18     | Japan              | –    | 2      | –      | 2      |
| 19     | Spanien            | –    | 1      | 3      | 4      |
| 20     | Kanada             | –    | 1      | 1      | 2      |
| 21     | Nigeria            | –    | 1      | –      | 1      |
| 21     | Schweden           | –    | 1      | –      | 1      |
| 21     | Türkei             | –    | 1      | –      | 1      |
| 24     | Australien         | –    | –      | 3      | 3      |
| 25     | Südkorea           | –    | –      | 1      | 1      |
| Gesamt | Gesamt             | 42   | 42     | 42     | 126    |

### Medaillengewinner

#### Männer
| Disziplin        | Gold                                                                 | Silber                                                                      | Bronze                                                                                  |
| ---------------- | -------------------------------------------------------------------- | --------------------------------------------------------------------------- | --------------------------------------------------------------------------------------- |
| 100 m            | Andre Cason                                                          | Olapade Adeniken                                                            | Joel Isasi                                                                              |
| 200 m            | Robson da Silva                                                      | Félix Stevens                                                               | Kevin Braunskill                                                                        |
| 400 m            | Roberto Hernández                                                    | Sérgio de Menezes                                                           | Oliver Bridges                                                                          |
| 800 m            | Ari Suhonen                                                          | Ikem Billy                                                                  | Simon Doyle                                                                             |
| 1500 m           | Kipkoech Cheruiyot                                                   | Peter Rono                                                                  | Bob Dielis                                                                              |
| 5000 m           | Stefano Mei                                                          | Charles Cheruiyot                                                           | Antonio Serrano                                                                         |
| 10.000 m         | Julius Kariuki                                                       | Zeki Öztürk                                                                 | Antonio Serrano                                                                         |
| Marathon         | Tibor Baier                                                          | Rustam Schagijew                                                            | Kennedy Manyisa                                                                         |
| 110 m Hürden     | Roger Kingdom                                                        | Emilio Valle                                                                | Florian Schwarthoff                                                                     |
| 400 m Hürden     | Reggie Davis                                                         | Wladimir Budko                                                              | Kevin Henderson                                                                         |
| 3000 m Hindernis | Patrick Sang                                                         | Engelbert Franz                                                             | Thierry Brusseau                                                                        |
| 4 × 100 m        | Vereinigte StaatenWalker Watkins Tony Dees Andre Cason Michael Marsh | SowjetunionAndrei Rasin Dmytro Wanjajikin Andrei Fedoriw Igor Groschew      | FrankreichPierre Boutry Francis Darlis Laurent Leconte Jean-Charles Trouabal            |
| 4 × 400 m        | JamaikaPatrick O’Connor Devon Morris Howard Davis Howard Burnett     | Vereinigte StaatenStanley Kerr George Porter Michael Johnson Raymond Pierre | BR DeutschlandUlrich Schlepütz Mark Henrich Carsten Köhrbrück Edgar Itt Thomas Schuster |
| 20 km Gehen      | Walter Arena                                                         | Miguel Ángel Prieto                                                         | Andrew Jachno                                                                           |
| Hochsprung       | Javier Sotomayor                                                     | Hollis Conway                                                               | Rudolf Powarnizyn                                                                       |
| Stabhochsprung   | Bernhard Zintl                                                       | Dean Starkey                                                                | Javier García                                                                           |
| Weitsprung       | Jaime Jefferson                                                      | Wladimir Ratuschkow                                                         | Lee Starks                                                                              |
| Dreisprung       | Ihar Lapschyn                                                        | Tord Henriksson                                                             | Oleg Sakirkin                                                                           |
| Kugelstoßen      | Lars Nilsen                                                          | Mike Stulce                                                                 | Kalman Konya                                                                            |
| Diskuswurf       | Kamy Keshmiri                                                        | Erik de Bruin                                                               | Roberto Moya                                                                            |
| Hammerwurf       | Ihar Astapkowitsch                                                   | Heinz Weis                                                                  | Kenneth Flax                                                                            |
| Speerwurf        | Steve Backley                                                        | Pascal Lefèvre                                                              | Marko Hyytiäinen                                                                        |
| Zehnkampf        | Dave Johnson                                                         | Michail Medwed                                                              | Dezső Szabó                                                                             |

#### Frauen
| Disziplin    | Gold                                                                                | Silber                                                                                     | Bronze                                                                                  |
| ------------ | ----------------------------------------------------------------------------------- | ------------------------------------------------------------------------------------------ | --------------------------------------------------------------------------------------- |
| 100 m        | Liliana Allen                                                                       | Anita Howard                                                                               | Natalja Woronowa                                                                        |
| 200 m        | Galina Maltschugina                                                                 | Liliana Allen                                                                              | Esther Jones                                                                            |
| 400 m        | Ana Fidelia Quirot                                                                  | Jearl Miles                                                                                | Ljudmyla Dschyhalowa                                                                    |
| 800 m        | Ana Fidelia Quirot                                                                  | Ellen van Langen                                                                           | Inna Jewsejewa                                                                          |
| 1500 m       | Paula Ivan                                                                          | Suzy Favor Hamilton                                                                        | Ljudmila Rogatschowa                                                                    |
| 5000 m       | Paula Ivan                                                                          | Viorica Ghican                                                                             | Regina Čistiakova                                                                       |
| 10.000 m     | Viorica Ghican                                                                      | Masami Ishizaka                                                                            | Lizanne Bussières                                                                       |
| Marathon     | Irina Bogatschowa                                                                   | Akemi Takayama                                                                             | Kim Yeon-gu                                                                             |
| 100 m Hürden | Monique Éwanjé-Épée                                                                 | Lidija Jurkowa                                                                             | Claudia Zaczkiewicz                                                                     |
| 400 m Hürden | Margarita Chromowa                                                                  | Rosey Edeh                                                                                 | Irmgard Trojer                                                                          |
| 4 × 100 m    | Vereinigte StaatenMichelle Finn Anita Howard LaMonda Miller Esther Jones            | SowjetunionGalina Maltschugina Natalja Woronowa Tatjana Papilina Nadeschda Roschtschupkina | BR DeutschlandUlrike Sarvari Silke-Beate Knoll Karin Janke Claudia Zaczkiewicz          |
| 4 × 400 m    | Vereinigte StaatenCelena Mondie-Milner Natasha Kaiser-Brown Jearl Miles Terri Dendy | BR DeutschlandLinda Kisabaka Karin Janke Gabriela Lesch Helga Arendt                       | SowjetunionJelena Winogradowa Margarita Chromowa Jelena Goleschewa Ljudmyla Dschyhalowa |
| 5000 m gehen | Ileana Salvador                                                                     | Wera Makolowa                                                                              | Sari Essayah                                                                            |
| Hochsprung   | Alina Astafei                                                                       | Silvia Costa                                                                               | Jin Ling                                                                                |
| Weitsprung   | Iolanda Tschen                                                                      | Marieta Ilcu                                                                               | Katja Trostel                                                                           |
| Dreisprung   | Huang Zhihong                                                                       | Belsy Laza                                                                                 | Zhou Tianhua                                                                            |
| Diskuswurf   | Hou Xuemei                                                                          | Gabriele Reinsch                                                                           | Maritza Martén                                                                          |
| Speerwurf    | Silke Renk                                                                          | Brigitte Graune                                                                            | Päivi Alafrantti                                                                        |
| Siebenkampf  | Larissa Nikitina                                                                    | Sabine Braun                                                                               | Jane Flemming                                                                           |